# آدم كيرش
آدم كيرش (بالإنجليزية: Adam Kirsch)‏ هو صحفي أمريكي، ولد في 1976.